# Temporada 1966 del Campeonato de España de Rally
La temporada 1966 fue la edición 10.ª del Campeonato de España de Rally. Empezó el 16 de enero en el Rally de Invierno y finalizó el 5 de diciembre en el Rally Costa del Sol. Los ganadores fueron Juan Fernández en la categoría de GT y Jaume Samsó en la categoría de turismos.
En la última cita del año el Rally del Sol, Luis de Baviera fallece tras un accidente mientras ejercía las labores de copiloto de Bernard Tramont.

## Calendario
El calendario contaba con doce pruebas empezando en el Rally de Invierno y finalizando en el Rally Costa del Sol. Para optar al certamen nacional era obligatorio participar en el Rally RACE o el Rally Cataluña. La sexta prueba, las 3 Horas de Ajalvir se disputó en un circuito de 12 kilómetros entre Cobeña-Ajalvir y Daganzo (Madrid).
| N.º | Fecha                  | Rally                                                       | Superficie | Series |
| --- | ---------------------- | ----------------------------------------------------------- | ---------- | ------ |
| 1   | 16 de enero            | 6.º Rallye de Invierno                                      |            |        |
| 2   | 20 de febrero          | 14.º Rallye Costa Brava                                     |            |        |
| 3   | 25-26 de febrero       | 7.º Rallye de Alicante                                      | Asfalto    |        |
| 4   | 5-6 de marzo           | 2.º Rallye Girona                                           |            |        |
| 5   | 12-13 de marzo         | 7.º Rallye Vasco Navarro                                    |            |        |
| 6   | 31 de marzo-3 de abril | 14.º RACE Rally de España-8.º Internacional Vuelta a España | Asfalto    | ERC    |
| 7   | 28-30 de mayo          | 11.º Rallye Valle de Arán                                   |            |        |
| 8   | 25 de julio            | 3 Horas de Ajalvir                                          |            |        |
| 9   | 19-21 de agosto        | 4.º Rally Rias Bajas                                        | Asfalto    |        |
| 10  | 12 de octubre          | 8.º Rallye 2000 virajes                                     |            |        |
| 11  | 5 de noviembre         | 3.º Rallye Club 600                                         |            |        |
| 12  | 19-20 de noviembre     | 2.º Rallye Barcelona-Andorra                                |            |        |
| 13  | 3-5 de diciembre       | 3.er Rallye del Sol-6.º Trofeo Race                         | Asfalto    |        |

## Equipos
| Vehículo                 | Piloto              | Copiloto                | Rondas           |
| Equipos privados         | Equipos privados    | Equipos privados        | Equipos privados |
| ------------------------ | ------------------- | ----------------------- | ---------------- |
| Porsche 911              | Juan Fernández      | José María Fernández    | 3, 6, 12         |
| Porsche 911              | Juan Fernández      | Antonio Grifoll "Clery" | 5                |
| Mini Cooper S            | Jaime Samsó         | J. Maristany            | 12               |
| Mini Cooper S            | Jaime Samsó         | Marta Antonietti        | 10               |
| Mini Cooper S            | Jaime Samsó         | Carlo Antonietti        | 11               |
| BMC Mini Cooper S        | Jorge de Bagration  | Eladio Doncel           | 3                |
| BMC Mini Cooper S        | Jorge de Bagration  | Mario da Silva          | 5                |
| BMC Mini Cooper S        | Jorge de Bagration  | Alberto Ruiz-Giménez    | 12               |
| BMC Mini Cooper S        | Jorge de Bagration  | Luis Alfonso de Baviera | 6                |
| Alpine-Renault A110 1300 | Bernard Tramont     | Luis Alfonso de Baviera | 13               |
| Alpine-Renault A110 1300 | Bernard Tramont     | Luis Blasco López       | 12               |
| Ford Cortina Lotus       | Estanislao Reverter | José Estévez            | 5-6, 9           |

## Resultados

### Campeonato de pilotos
- Resultados incompletos.

| Pos. | Piloto                | INV | COS | ALI | GER | VAS | ESP | ARA | AJA | RIA | VIR | 600 | BAR | SOL | Ptos. |
| ---- | --------------------- | --- | --- | --- | --- | --- | --- | --- | --- | --- | --- | --- | --- | --- | ----- |
| 1.   | Juan Fernández        |     | 1   | 2   | Ret | 3   | 4   | 10  |     |     | Ret |     | 2   |     |       |
|      | Jorge de Bagration    |     |     | 4   |     | 1   | 3   |     | 2   |     |     |     | 4   |     |       |
|      | Jaime Samsó           |     |     |     |     |     |     | 1   |     |     | 1   | 1   |     | 1   |       |
|      | Bernard Tramont       |     |     |     |     |     | DNS |     | 1   |     |     |     | 1   | Ret |       |
|      | Alex Soler Roig       |     |     | 1   |     |     | 2   |     |     |     |     |     | 3   |     |       |
|      | Leo Cella             |     |     |     |     |     | 1   |     |     |     |     |     |     |     |       |
|      | José María Juncadella |     |     | 3   |     |     | Ret |     |     |     |     |     |     |     |       |
|      | Enrique Ruiz-Giménez  |     |     | 8   |     |     |     |     | Ret |     |     |     |     |     |       |
|      | Estanislao Reverter   |     |     | Ret |     | 4   | 17  |     |     | 2   |     |     |     |     |       |
|      | Jaime Juncosa         |     |     |     | 2   |     | 11  |     |     | ?   |     |     |     | 3   |       |